# Smithfield (Rhode Island)
Smithfield es un pueblo ubicado en el condado de Providence en el estado estadounidense de Rhode Island. En el año 2000 tenía una población de 20,613 habitantes y una densidad poblacional de 299 personas por km².

## Geografía
Smithfield se encuentra ubicado en las coordenadas 41°55′19″N 71°32′58″O / 41.92194, -71.54944. Según la Oficina del Censo, la ciudad tiene un área total de 71,9 km² (27,8 mi²), de la cual 68,9 km² (26,6 mi²) es tierra y 3,1 km² (1,2 mi²) (4.3%) es agua.